# Муром I
Му́ром I — станция Горьковской железной дороги, расположена в городе Муроме Владимирской области. Здание железнодорожного вокзала является объектом культурного наследия народов России регионального значения и охраняется государством.

## Краткая характеристика
Находится на пересечении линий Горьковской железной дороги Нечаевская — Муром I — Арзамас II и Ковров I — Муром I. Имеется ответвление на станцию Муром II. Железнодорожные пути электрифицированы переменным током.
Относится к Муромскому региону Горьковской железной дороги. По характеру работы станция отнесена к 1 классу.

## История
1 (13) мая 1878 года начались работы по строительству железной дороги нормальной колеи Ковров — Муром, при этом был заложен фундамент будущего вокзала, а уже 25 июля (6 августа) 1879 года от железнодорожной пристани, что у Бучихи, до вокзала железной дороги проследовал первый паровоз. Осенью того же года открылось движение поездов по всей линии до Коврова. Протяженность всей Муромской железной дорог» тогда составляла всего 100 верст. В 1898 году по ходатайству местных жителей было открыто движение пассажирского поезда прямого сообщения до Москвы.
Муромская железная дорога потеряла своё былое значение для города в 1912 году, когда был построен более чем 800-метровый железнодорожный мост через Оку и запущено регулярное движение по новой магистрали Москва — Казань. Муромский мост стал главным участком этой дороги, соединившим Москву с Казанью и Екатеринбургом. Постройка Окской линии велась под руководством главного инженера А. А. Фраловского. По этому пути было ближе до Москвы на 280 верст, чем через Ковров и Владимир.

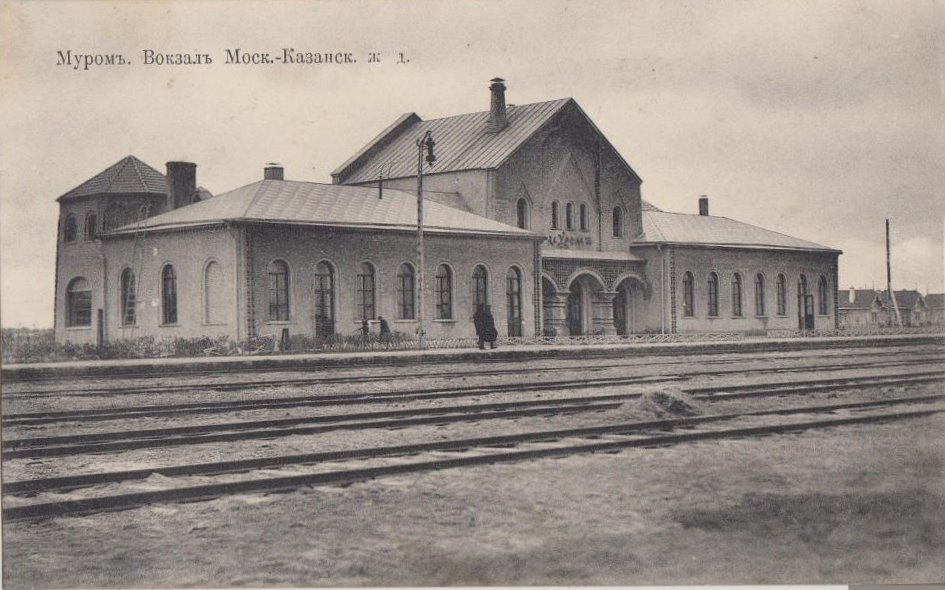
Станция Муром-1 (с юго-запада). 1912—1916 гг.

На Казанской дороге появилась станция Муром I, а прежняя станция ковровского направления стала именоваться Муром II. На станции Муром I был отстроен новый вокзал по проекту известного архитектора М. А. Дурнова. В 1900-х годах Дурнов много работал в формах неорусского стиля. В 1910 году он создал проект железнодорожного вокзала в Муроме. В отдельных изданиях авторство проекта здания вокзала приписывается известнейшему русскому архитектору Алексею Щусеву, однако документальные свидетельства указывают на авторство М. А. Дурнова. Первоначальное вокзальное здание перестало использоваться по прямому назначению, и было приспособлено под служебные помещения и склад. На площади перед зданием вокзала был разбит великолепный сад и обустроен цветник с фонтаном. Константин Паустовский, посетивший станцию санитаром поезда-госпиталя в 1915 году, впоследствии отзывался о новом вокзале: «Этот теремок весьма гармонирует со сложившимся представлением о древнем Муроме».
Здание вокзала — одна из визитных карточек и достопримечательностей города. К 100-летию открытия в одном из залов вокзала был открыт небольшой музей с экспозицией об истории железнодорожной станции Муром I.

## Пассажирское движение
На станции останавливаются все пассажирские и пригородные поезда, следующие направлением в Москву, Казань, Екатеринбург. На начало 2020 года, ежедневно станция принимала и обрабатывала более 20 пар пассажирских поездов дальнего следования. Все пассажирские и пригородные поезда имеют остановку на станции. Наиболее популярные направления на Казань, Сергач, Чебоксары, Екатеринбург, Йошкар-Олу.
Пригородные электропоезда отправляются до станций Нижний Новгород, Арзамас II, Навашино, Мухтолово, Тёша, Вековка и др.

### Перевозчики и расписание
| Перевозчик                                      | Дистанция                               | Направление и расписание |
| ----------------------------------------------- | --------------------------------------- | ------------------------ |
| Российские железные дороги                      | Дальнее следование                      | РЖД                      |
| Волго-Вятская пригородная пассажирская компания | Межрегиональное и пригородное сообщение | ВВППК                    |

## В кинематографе
- «Начало» (1970)